# La guineu (pel·lícula)
La guineu (títol original en alemany, Der Fuchs) és una pel·lícula de drama històric dirigit per Adrian Goiginger, que es va estrenar al Festival de Cinema Nits Negres de Tallinn el novembre de 2022. Es va estrenar als cinemes d'Àustria el gener de 2023 i a Alemanya, l'abril. A la pel·lícula, ambientada entre 1927 i 1946, el director narra la vida del seu propi besavi Franz Streitberger. Com a part de la cerimònia dels Premis del Cinema Alemany de 2024, La guineu va rebre el premi a la millor pel·lícula, i Simon Morzé va guanyar la categoria al millor actor. S'ha doblat i subtitulat al català.

## Sinopsi
El soldat Franz Streitberger és un missatger del Tercer Reich durant la Segona Guerra Mundial. Un dia, en Franz troba un cadell de guineu malferida al qual decideix cuidar, oferint-li la calor de la llar que a ell sempre li va faltar en la seva infància. La guineu es converteix des d'aquest moment en el seu millor amic i roman fidel acompanyant al soldat durant gran part de la guerra fins al front rus.